# Flugplatz Reichenbach

i7
i11
i13
Der Flugplatz Reichenbach (ICAO-Code LSGR) war ein Militärflugplatz in Reichenbach im Kandertal im Schweizer Kanton Bern. Der ehemalige Reduitflugplatz gehörte bis 1997 der Schweizer Luftwaffe und wird seither zivil betrieben.

## Geschichte
Mit dem Rückzug der Armee ins Reduit lagen verschiedene Flugplätze ausserhalb der Verteidigungsgrenzen des Reduit. Als Ersatz mussten unter grossem Zeitdruck und Aufwand Reduitflugplätze gebaut werden: im Berner Oberland die Flugplätze Saanen, St. Stephan, Zweisimmen, Reichenbach, Frutigen, Interlaken und Meiringen und im Wallis Turtmann, Raron, Ulrichen und Münster.
Im Frühjahr 1943 wurde mit dem Bau (mehrheitlich in Handarbeit) begonnen, und im gleichen Jahr wurde der Flugplatz kurz vor dem Militärflugplatz Frutigen in Betrieb genommen. Der Flugplatz besass eine 900 Meter lange Asphaltpiste, einen Holzhangar, acht Flugzeugunterstände U-43, fünf Leichtstände (Bunker zur Nahverteidigung) und sieben Splitterwehren. 
In Kien befinden sich die Kommandoanlage A 1980 (ein einfach ausgebauter Stollen, der zeitweise als Kommandoposten der Fliegerabteilung 2 diente, mit einem darüber liegenden «Wachtturm») und mehrere grosse unterirdische Lager für Fliegermunition usw. 
Nach dem Aktivdienst wurde der Platz eine Leichtfliegerbasis (Pilatus Porter und Helikopter). Seit August 1963 wird der Platz von der Fluggruppe Reichenbach für den zivilen Flugbetrieb benutzt (zivile Mitbenutzung). Die Schweizerische Luftverkehrsschule führte Kurse durch. Die Pilotenschule der Flugwaffe war 1994 das letzte Mal mit Super-Puma- und Alouette-Helikoptern zu Gast. Im Rahmen der Armee 95 wurde der Militärflugplatz 1997 ausgemustert.
In Reichenbach waren die Fliegerkompanien 5 und 8 stationiert.
Die Flugplatzgenossenschaft Reichenbach ist seit 2002 Besitzer des nur noch zivil betriebenen Flugplatzes. 2004 wurde der neue Hangar als Ersatz für den 2001 mit vier Flugzeugen abgebrannten Holzhangar eingeweiht.